# Oman Professional League 2024/25
Die Oman Professional League 2024/25 war die 49. Spielzeit der höchsten omanischen Fußballliga seit ihrer Gründung im Jahr 1975. Die Liga wurde aus Sponsorengründen auch OFA Oman Mobile League genannt. Ausgetragen und organisiert wurde der Wettbewerb vom Omanischen Fußballverband. Die Saison startete mit dem ersten Spieltag am 15. August 2024 und endete am 8. Mai 2025. Es nahmen zwölf Mannschaften am Spielbetrieb teil. Titelverteidiger war der Al-Seeb Club.

## Modus
Die Vereine spielten ein Doppelrundenturnier aus, womit sich insgesamt 22 Spiele pro Mannschaft ergeben. Es wurde nach der 3-Punkte-Regel gespielt (drei Punkte pro Sieg, ein Punkt pro Unentschieden). Die Tabelle wurde nach den folgenden Kriterien bestimmt:
1. Anzahl der erzielten Punkte
2. Anzahl der erzielten Punkte im direkten Vergleich
3. Tordifferenz im direkten Vergleich
4. Anzahl Tore im direkten Vergleich
5. Tordifferenz aus allen Spielen
6. Anzahl Tore in allen Spielen

## Teilnehmende Mannschaften
| Mannschaft         | Standort   | Stadion                       |
| ------------------ | ---------- | ----------------------------- |
| Al-Khaburah SC (N) | al-Chabura | Sohar Regional Sports Complex |
| Al-Nahda Club      | Buraimi    | Buraimi Sports Stadium        |
| al-Nasr SCSC       | Salala     | Al-Saada Stadium              |
| Al-Rustaq Club     | Rustaq     | Rustaq Sports Complex         |
| Al-Seeb Club       | Sib        | Al-Seeb-Stadion               |
| Al-Shabab SC       | Barka      | Al-Seeb-Stadion               |
| Bahla Club1        | Bahla      | Nizwa Complex Stadium         |
| Ibri Club          | Ibri       | Youth Complex                 |
| Oman Club          | Maskat     | Sultan-Qabus-Sportzentrum     |
| Saham Club (N)     | Saham      | Sohar Regional Sports Complex |
| Sohar Club         | Suhar      | Sohar Regional Sports Complex |
| Sur SC             | Sur        | Sur Sports Complex            |

1 Der Bahla Club, Absteiger der Saison 2023/24 nahm an dem Wettbewerb teil, da der Dhofar SCSC nicht die erforderliche Lizenz erhielt.

## Tabelle
Stand: Saisonende 2024/25
| Pl. | Verein             | Sp. | S  | U | N  | Tore    | Diff. | Punkte |
| --- | ------------------ | --- | -- | - | -- | ------- | ----- | ------ |
| 1.  | Al-Seeb Club (M)   | 22  | 16 | 3 | 3  | 046:170 | +29   | 51     |
| 2.  | Al-Nahda Club      | 22  | 13 | 8 | 1  | 035:100 | +25   | 47     |
| 3.  | Oman Club          | 22  | 11 | 6 | 5  | 021:140 | +7    | 39     |
| 4.  | Al-Khaburah SC (N) | 22  | 9  | 4 | 9  | 022:270 | −5    | 31     |
| 5.  | Saham Club (N)     | 22  | 8  | 5 | 9  | 028:350 | −7    | 29     |
| 6.  | Al-Shabab SC       | 22  | 8  | 4 | 10 | 033:290 | +4    | 28     |
| 7.  | Bahla Club         | 22  | 8  | 4 | 10 | 024:230 | +1    | 28     |
| 8.  | al-Nasr SCSC       | 22  | 8  | 4 | 10 | 023:280 | −5    | 28     |
| 9.  | Sohar Club         | 22  | 6  | 6 | 10 | 024:350 | −11   | 24     |
| 10. | Al-Rustaq Club     | 22  | 6  | 5 | 11 | 017:260 | −9    | 23     |
| 11. | Ibri Club          | 22  | 5  | 5 | 12 | 014:280 | −14   | 20     |
| 12. | Sur SC             | 22  | 4  | 6 | 12 | 014:280 | −14   | 18     |

| Zum Saisonende 2024/25: |
| Omanischer Meister und Teilnehmer an der AFC Champions League Two Qualifiziert für die Golf Club Champions League Absteiger in die Oman First Division League |

| Zum Saisonende 2023/24: |                                                                           |
| (M)                     | Amtierender Meister: Al-Seeb Club                                         |
| (N)                     | Aufsteiger aus der Oman First Division League: Al-Khaburah SC, Saham Club |

## Torschützenliste
Stand: 2024/25
| Platz | Spieler                | Mannschaft                                 | Tore |
| ----- | ---------------------- | ------------------------------------------ | ---- |
| 1.    | Abdulsalam Al-Shukaili | Bahla Club                                 | 13   |
| 2.    | Mohamed Al-Ghafri      | Al-Shabab SC                               | 12   |
| 3.    | Marwan Mubarak         | al-Nasr SCSC                               | 10   |
| 6.    | Mohsin Jouhar          | Sohar Club                                 | 8    |
| 6.    | Abdul Aziz Al-Muqbali  | Al-Seeb Club                               | 8    |
| 6.    | Abu Razard Kamara      | Al-Seeb Club                               | 8    |
| 6.    | Dahman                 | Al-Seeb Club                               | 8    |
| 10.   | Elhadji Malick Tall    | Al-Nahda Club                              | 7    |
| 10.   | Tunde Adeniji          | Saham Club                                 | 7    |
| 12.   | Abdullah Al-Shibli     | Sohar Club                                 | 5    |
| 12.   | Saud Al-Muqbali        | Sohar Club                                 | 5    |
| 12.   | Abdul Razak Fiston     | Al-Rustaq Club (3 Tore) Ibri Club (2 Tore) | 5    |
| 12.   | Mohammed Al-Ghafri     | Al-Nahda Club                              | 5    |
| 12.   | Abdel Fadel Suanon     | al-Nasr SCSC                               | 5    |

## Weiße Weste (Clean Sheets)
Stand: Saisonende 2024/25
| Platz | Spieler             | Mannschaft     | Clean sheets |
| ----- | ------------------- | -------------- | ------------ |
| 1.    | Ibrahim Al-Mukhaini | Al-Nahda Club  | 12           |
| 1.    | Abdulaziz Al-Hasani | Oman Club      | 12           |
| 3.    | Islam Al-Hinai      | Al-Rustaq Club | 6            |
| 3.    | Salah Al-Hanzali    | Bahla Club     | 6            |
| 5.    | Bilal Al-Balushi    | Al-Seeb Club   | 5            |
| 5.    | Muteea Al-Saadi     | Ibri Club      | 5            |
| 5.    | Faiyz Al-Rusheidi   | Sohar Club     | 5            |
| 8.    | Muatasim Al-Wahaibi | Al-Seeb Club   | 4            |
| 8.    | Salem Al-Daoudi     | Sur SC         | 4            |
| 8.    | Muhannad Al-Mamari  | Al-Khaburah SC | 4            |
| 8.    | Ibrahim Al-Rajhi    | al-Nasr SCSC   | 4            |
| 8.    | Abdulmalik Al-Badri | Al-Shabab SC   | 4            |
| 8.    | Hassan Al-Breiki    | Saham Club     | 4            |